# Cariera părăsită din Boșernița
Cariera părăsită din Boșernița este un monument al naturii de tip geologic sau paleontologic în raionul Rezina, Republica Moldova. Este amplasat la vest de satul Boșernița, pe versantul stâng al râului Ciorna. Are o suprafață de 5 ha. Obiectul este administrat de Primăria orașului Rezina.

## Descriere
În partea superioară a secțiunii stratigrafice a carierei abandonate au fost descoperite 4 strate de loessuri de diferite culori, despărțite de câte un strat de sol fosil, la fel multicolor. Dedesubt de află un strat de nisip de aprox. 6 m grosime, lipsit de faună, iar și mai jos un strat de pietriș mășcat, facies de albie, unde au fost găsite resturi scheletice de mamifere (Archidiskodon meridionalis, Villanya petenyii, Allophaiomys pliocaenicus etc.) și cochilii de moluște de apă dulce (Margaritifera arca, Bogatshevia sturi, Wenziella wilhelmi, Corbicula jassiensis etc.). Aceste depuneri, aparținând terasei a VIII-a a Nistrului, datează din Eopleistocenul superior (Villafranchianul superior).

## Statut de protecție
Obiectivul a fost luat sub protecția statului prin Hotărîrea Sovietului de Miniștri al RSSM din 8 ianuarie 1975 nr. 5, iar statutul de protecție a fost reconfirmat prin  Legea nr. 1538 din 25 februarie 1998 privind fondul ariilor naturale protejate de stat. Deținătorul funciar al monumentului natural este Primăria orașului Rezina.
Aflorimentul cu faună de mamifere terestre și moluște de apă dulce este de valoare națională și prezintă interes geologic și paleontologic în vederea corelării biostratigrafice.
Conform situației din anul 2016, aria naturală nu avea instalat un panou informativ și nu era bine delimitată.